# Assyria

Det romerska imperiet omkring 120 med Assyria rödmarkerat

Assyria var en romersk provins under kejsare Trajanus.
Efter att ha besegrat Parthien år 116 skapade Trajanus tre nya provinser: Armenia, Mesopotamia och Assyria. Redan samma år gjorde den parthiske prinsen Santruces en revolt, där en romersk general dödades. Året därpå dog Trajanus. Hans efterföljare Hadrianus ansåg att det romerska riket hade blivit större än vad man kunde försvara och övergav Trajanus tre provinser år 118.